# Jungiella monikae
Jungiella monikae är en tvåvingeart som beskrevs av Wagner och Joost 1986. Jungiella monikae ingår i släktet Jungiella och familjen fjärilsmyggor.
Artens utbredningsområde är Armenien. Inga underarter finns listade i Catalogue of Life.